# Gentianella anisodonta
Gentianella anisodonta är en gentianaväxtart som först beskrevs av Borbás, och fick sitt nu gällande namn av A., D. Löve. Gentianella anisodonta ingår i släktet gentianellor, och familjen gentianaväxter. Inga underarter finns listade i Catalogue of Life.